# NGC 5225
NGC 5225 este o liner situată în constelația Câinii de Vânătoare. A fost descoperită în 26 aprilie 1789 de către William Herschel. Se află la o distanță de 69,53 de megaparseci de Pământ.